# Église d'Humppila
L'église de Humppila (finnois : Humppilan kirkko) est  une église luthérienne située à Humppila en Finlande.

## Description
L'église est construite en 1906 conçue par l'architecte Josef Stenbäck dans un style nationaliste romantique.
L'église est en granite gris et en briques, elle offre 600 sièges dont 250 au balcon..
Le toit d'origine est fait d'éléments en ciment, il est remplacé en 1963 par un toit en cuivre.
En 1969, la fabrique d'orgues de Kangasala a fourni l'orgue à 14 jeux.
Le retable peint en 1899 par Alexandra Frosterus-Såltin représente Jésus au jardin des oliviers.